# Hans Schreyer
Johann „Hans“ Baptist Friedrich Schreyer (* 13. März 1886 in Coburg; † 9. Mai 1945 in Eisenach) war ein kommunistischer Politiker.

## Leben
Der gelernte Schmied trat vor 1914 der SPD bei und schloss sich 1917 in Eisenach der USPD an. Hier gehörte er zum linken Flügel, welcher sich Ende 1920 mit der KPD zur VKPD zusammenschloss.
1924 wurde er auf der KPD-Liste in den Thüringer Landtag gewählt, gemeinsam mit seinen Fraktionskollegen Otto Geithner und Agnes Schmidt gehörte er parteiintern zum „ultralinken“ Flügel und wurde daher 1926 von der neuen Parteiführung um Ernst Thälmann aus der KPD ausgeschlossen. Mit Geithner und Schmidt gründete er die Kommunistische Arbeitsgemeinschaft (KAG), welche bei den Wahlen im Januar 1927 mit 0,46 % jedoch erfolglos blieb. Wenig später trat Schreyer wieder der SPD bei. Nach der Machtübernahme der NSDAP wurde er zeitweise kurz in „Schutzhaft“ genommen. Während des Zweiten Weltkrieges lebte er in Eisenach, wo er zunächst bei der Reichsbahn und zuletzt als Kranführer arbeitete.